# Nhà thờ chính tòa Sơn Lộc

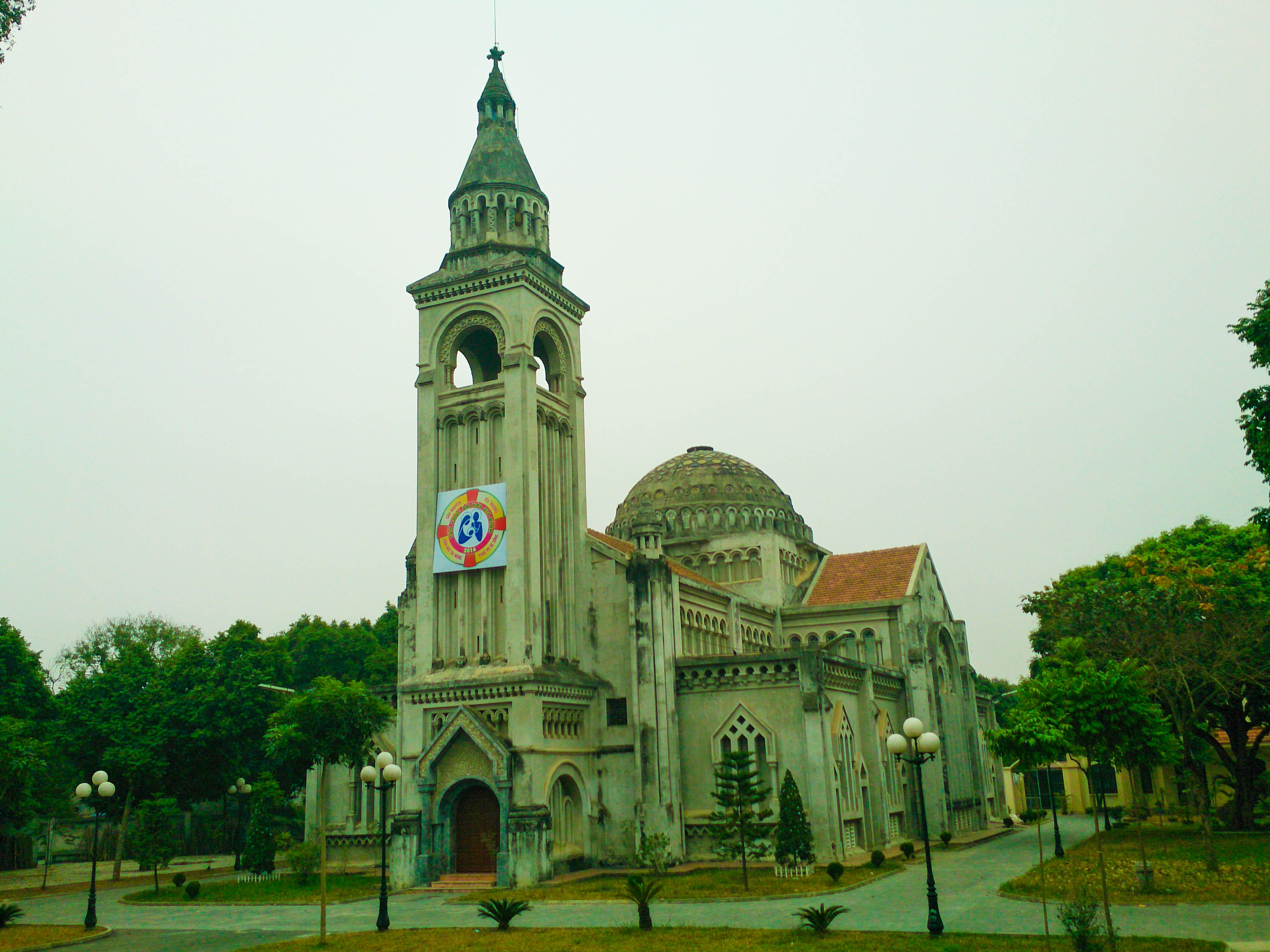
Nhà thờ Tông (Sơn Tây - Hà Nội).

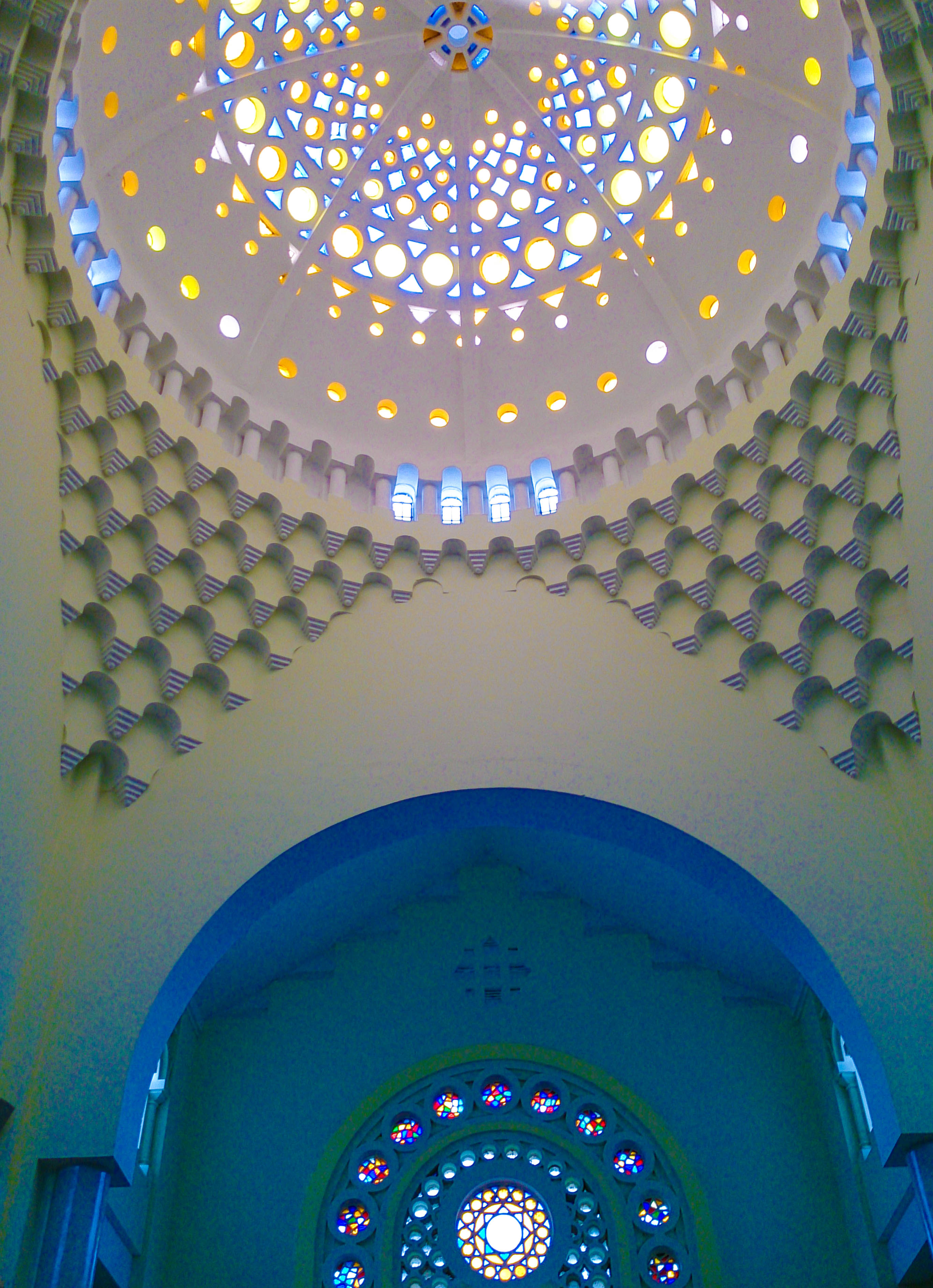
Mái vòm kính màu bên trong nhà thờ.

Nhà thờ chính tòa Sơn Lộc (tên hiệu: Nhà thờ Thánh Têrêsa hài đồng Giêsu, hay còn gọi là Nhà thờ Tông) là nhà thờ chính tòa của Giáo phận Hưng Hóa, tọa lạc ở phường Tùng Thiện, thành phố Hà Nội. Nhà thờ chính tòa Sơn Lộc cách trung tâm Hà Nội 46 km.
Trước đây, tòa giám mục, nhà thờ chính tòa, tiểu chủng viện của giáo phận tông tòa Hưng Hóa đặt tại Hưng Hóa (nay thuộc xã Tam Nông, tỉnh Phú Thọ) nhưng ngày 2 tháng 5 năm 1950, các cơ sở này bị phá hủy toàn bộ do chiến tranh. Tòa giám mục giáo phận này phải tạm thời di dời về thị xã Sơn Tây nằm cách Hưng Hóa khoảng 40 km.

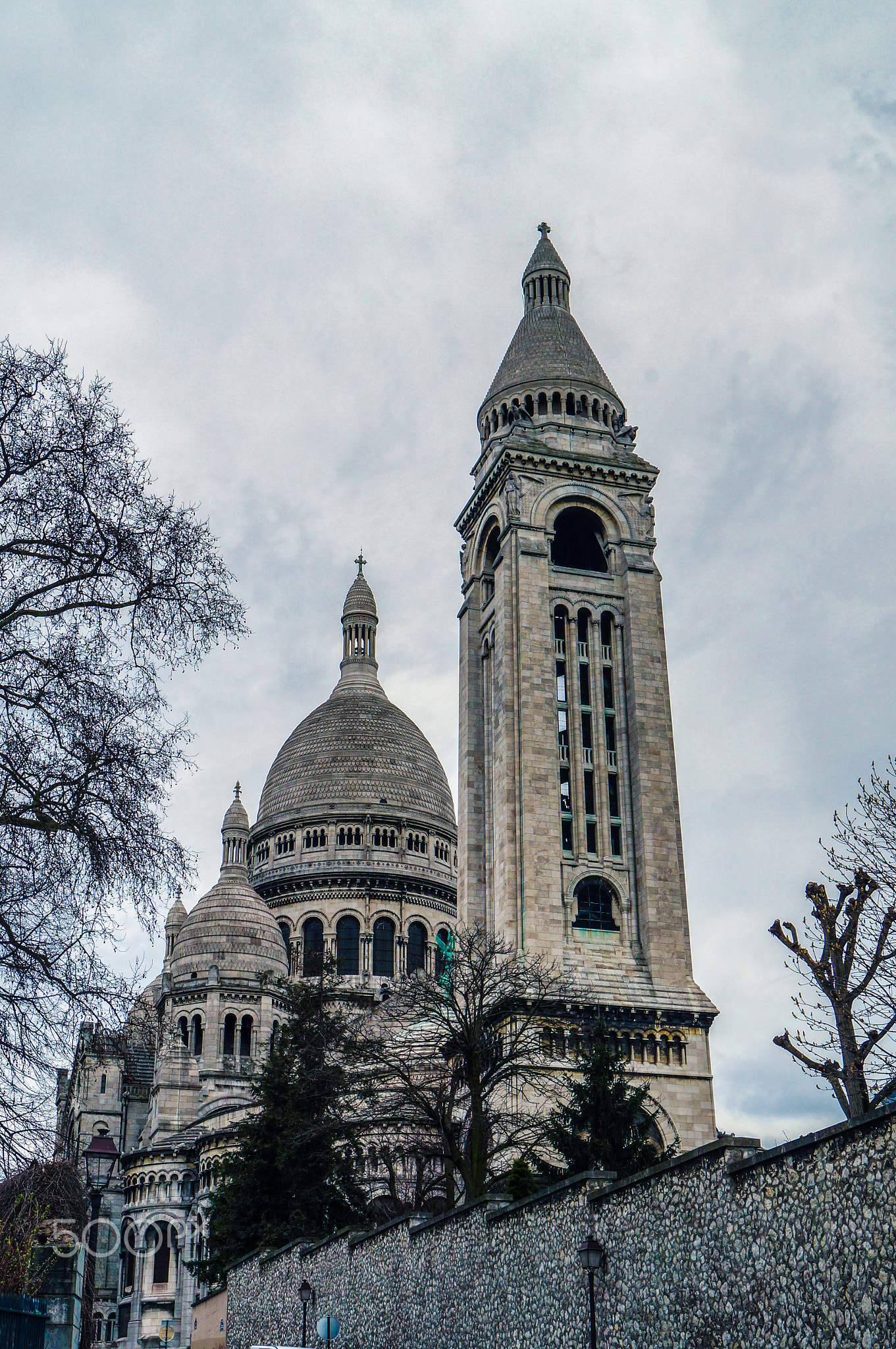
Vương cung thánh đường Sacré Cœur ở Pháp.

Ngày 24 tháng 11 năm 1960, Tòa Thánh thiết lập Hàng Giáo Phẩm Việt Nam, đồng thời nâng giáo phận tông tòa Hưng Hóa lên hàng giáo phận chính tòa. Nhà thờ chính tòa với danh hiệu Đức Mẹ Lên Trời.
Nhà thờ được xây dựng theo phong cách Byzantine, điểm đặc biệt của nhà thờ là mái vòm cực kì gây ấn tượng, làm cho nhà thờ trở thành một điểm tham quan hấp dẫn. Có tài liệu cho rằng nhà thờ mô phỏng theo kiến trúc của nhà thờ Sacré-Cœur trên đồi Montmartre ở thủ đô Paris, Pháp.
Cuốn "Nhà thờ Công giáo ở Việt Nam" nhận xét: "Điểm nổi bật của nhà thờ Tông là xử lý ánh sáng. Nhà thiết kế đã sử dụng hình thức mái tròn với hàng trăm ô kính, nhìn xa như một tổ ong khổng lồ".